# Generale di divisione
Il generale di divisione è in certe forze armate un grado degli ufficiali generali, superiore al generale di brigata e subordinato al generale di corpo d'armata. 

## Descrizione
In altre forze armate si usa, invece, la denominazione di maggior generale, superiore al brigadier generale e subordinato al tenente generale; in alcuni paesi, però, il maggior generale è il primo grado degli ufficiali generali, in altri corrisponde al tenente generale. Pertanto corrisponde al Codice NATO OF-7 (generale a due stelle) o OF-8 (generale a tre stelle).
Il grado di maggior generale deriva da un precedente grado di sergente maggiore generale esistito durante l'Ancien Régime: comandava la fanteria e svolgeva, inoltre, funzioni simili a quello di un attuale capo di stato maggiore; era terzo nel comando sul campo dell'intero esercito, dopo il capitano generale e il luogotenente generale. A partire dall'inizio del XVIII secolo la denominazione venne abbreviata in maggior generale. La denominazione di generale di divisione risale, invece, all'epoca della Rivoluzione francese.

## Nel mondo

### Italia
In Italia il distintivo di grado del generale di divisione è costituito da due stellette e da una greca per l'Esercito Italiano, l'Arma dei carabinieri e la Guardia di finanza da una losanga, un binario e una greca per l'Aeronautica Militare. Quello del corrispondente grado di ammiraglio di divisione della Marina Militare o Ammiraglio Ispettore da un giro di bitta, uno spaghetto e una greca. La presenza di una stelletta bordata d'oro indica invece le promozioni a titolo onorifico.
Nel 1997 i gradi degli Ufficiali Generali erano stati denominati da Generale di brigata, Generale di divisione e Generale di Corpo d'Armata, in Brigadier Generale, Maggior Generale e Tenente Generale e venne inoltre istituito, per il solo Capo di Stato Maggiore della Difesa, il grado a quattro stelle di Generale.
Dal 16 dicembre 2004 per effetto della legge 2 dicembre 2004, n. 299 le denominazioni per gli Ufficiali Generali provenienti dalle "Armi" sono tornate le classiche "Generale di Brigata, Generale di Divisione e Generale di Corpo d'Armata" mentre le denominazioni di Brigadier Generale, Maggior Generale e Tenente Generale sono rimaste in vigore per gli Ufficiali Generali provenienti dai Corpi Tecnici e Logistici.
Alcuni generali di divisione o maggior generale indossano una terza stella funzionale (o equivalente), con bordo rosso che rappresenta un incarico speciale o l'assunzione di un incarico di comando/staff del grado superiore.
Gli ufficiali generali che adottano tali distintivi ricoprono gli incarichi di:
- direttore di Ufficio centrale del bilancio e degli affari finanziari (sigla telegrafica: BILANDIFE) (qualora maggiore generale o grado equivalente);
- direttore generale della sanità militare della difesa (qualora maggiore generale o grado equivalente);
- direttore generale di Commissariato e dei servizi generali della difesa (qualora maggiore generale o grado equivalente);
- capi dei corpi e delle armi delle forze armate italiane (qualora maggiore generale o grado equivalente);
- comandante generale delle capitanerie di porto (qualora ammiraglio ispettore).[1]

Esercito

Distintivo per controspallina di generale di divisione
Distintivo per controspallina di generale di divisione con funzioni superiori
Distintivo per controspallina di generale di divisione a titolo onorifico

Marina Militare, Aviazione Militare e Arma dei Carabinieri

Distintivo per paramano di ammiraglio di divisione o ammiraglio ispettore della Marina Militare
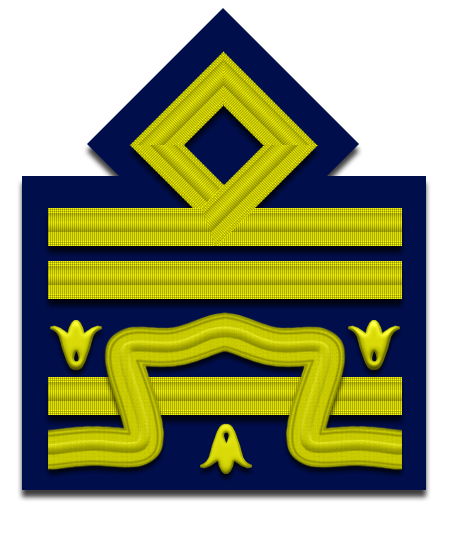
Distintivo per paramano di generale di divisione aerea dell'Aeronautica Militare
Distintivo per controspallina di generale di divisione dell'Arma dei Carabinieri

### Comparazione con i gradi dei corpi a ordinamento militare

Controspallina di generale di divisione della Guardia di Finanza

### Comparazione con le qualifiche dei corpi a ordinamento civile

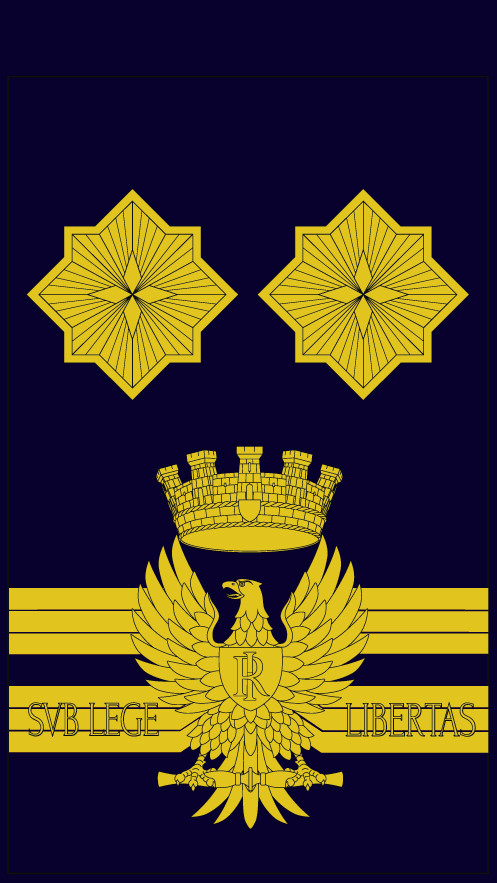
Dirigente generale della Polizia di Stato
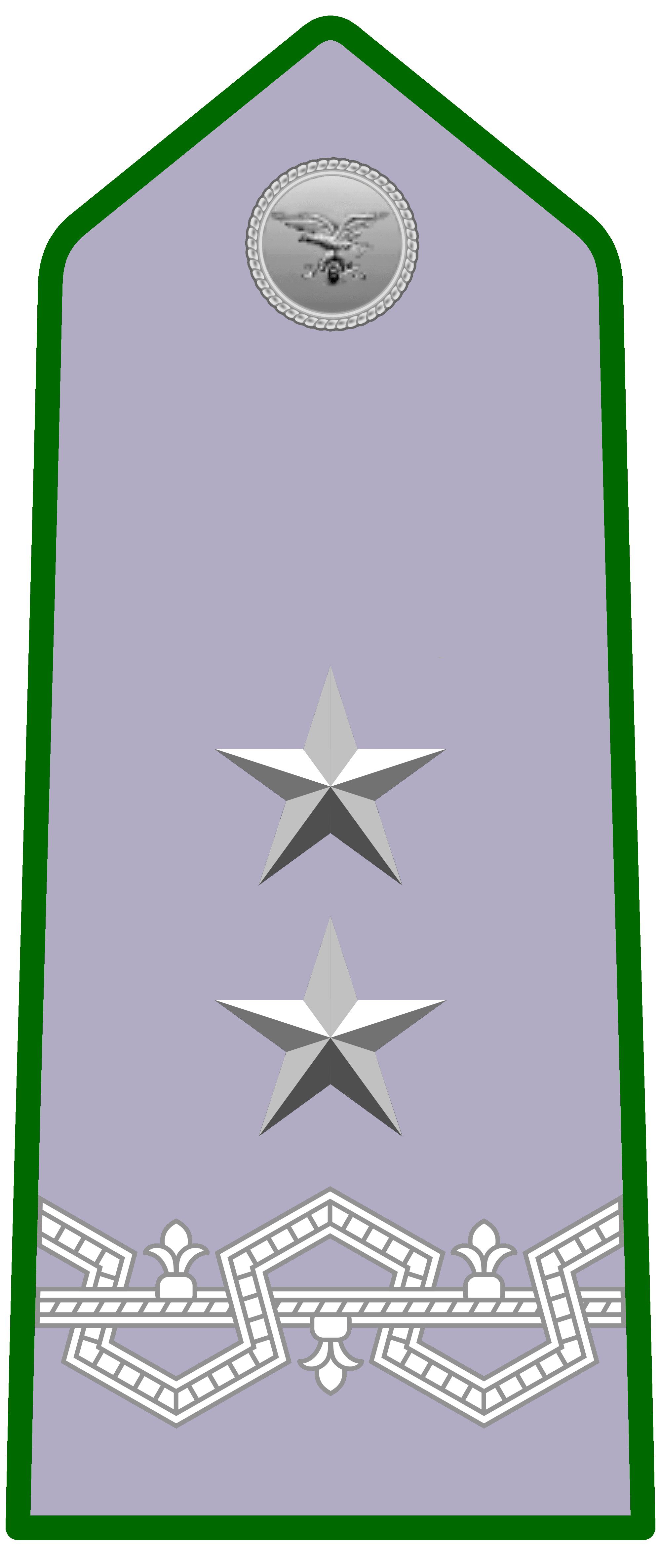
Dirigente generale del Corpo Forestale dello Stato
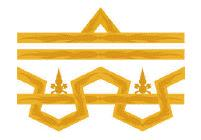
Dirigente generale del Corpo Nazionale dei Vigili del Fuoco

## Brasile
In Brasile, il grado di General de Divisão è il secondo grado di ufficiali generali nell'Esercito, sopra il grado di General de Brigada e sotto il grado di General de Exército. L'equivalente nella Marina è Vice Almirante e nell'Aeronautica è Major Brigadeiro.
|                     |                   |                        |
| Exército Brasileiro | Marinha do Brasil | Força Aérea Brasileira |

## I gradi omologhi nel resto del mondo
Di seguito è riportata una lista dell'equivalente del grado per le principali forze armate mondiali:
 Albania?
 Arabia SauditaLiwa
 ArgentinaGeneral de división
 AustraliaMajor-general
 AustriaGeneralmajor
 BelgioGenéral-major / Generaal majoor
 Brasile?
 Bulgaria?
 CanadaMajor-general
 CileGeneral de división
 CinaShao-jiang、少将
 Colombia?
 Corea del Nord?
 Corea del Sud?
 Croazia?
 CubaGeneral de división
 DanimarcaGeneralmajor
 EgittoLiwa
 Estonia?
 FinlandiaKenraalimajuri
 FranciaGénéral de division
 GermaniaGeneralmajor
 Giappone
- 陸将 (Rikushō)[2]
- 陸軍中将 (Rikugun-Chūjō)[2] · [3]

 GreciaYpostratigos
 India?
 Iran?
 IraqLiwa
 Irlanda?
 IsraeleAluf
 Lettonia?
 Lituania?
 MessicoGeneral de división
 NorvegiaGeneralmajor
 Nuova Zelanda?
 Paesi BassiGeneraal - majoor
 Pakistan?
 PerùGenerale di división
 PoloniaGenerał dywizji
 Portogallo?
 Regno UnitoMajor general
 Romania?
 RussiaGeneral leytenant
 SpagnaGeneral de división
 SiriaLiwa
 Slovenia?
 SveziaGeneral-major
 Stati UnitiMajor general
 SudafricaMajor-General
 TaiwanZhōn Gjiàng、中将
 TurchiaTümgeneral
 Uruguay?
 Venezuela?